# Вайцкунишкес
Вайцку́нишкес (лит. Vaickūniškės, до 1918 рус. Войцку́нишки) — деревня на юго-западе Тракайского района Литвы. Центр муниципалитета. Население — 165 человек (2001).

## География и инфраструктура
Находится в Онушкисском старостве на берегу реки Саме (Самовка), притока Вяркне.
В деревне открыто почтовое отделение (LT-21031) и Вайцкунишкесский филиал Онушкисской средней школы (до 2005 г. Вайцкунишкесская начальная школа).
Через Вайцкунишкес проходит автодорога районного значения Онушкис — Бутримонис.
Жители занимаются пригородным овоще-картофельным сельским хозяйством с молочным животноводством и свиноводством.

## История
Деревня известна с XVI века под названием Войшковичи. Название связано с проживавшими в ней земянами Трокского повета Войшко-Скоробогатыми. Находилась в имении Ганушишки (современный Онушкис), принадлежавшем Нарушевичам.
До 1918 года носила название Войцку́нишки. По состоянию на 1893 год в Войцкунишках насчитывалось 9 дворов.